# Stenocephalopsis subalutacea
Stenocephalopsis subalutacea är en svampart som först beskrevs av Peck, och fick sitt nu gällande namn av Chamuris & C.J.K. Wang 1998. Stenocephalopsis subalutacea ingår i släktet Stenocephalopsis, divisionen sporsäcksvampar och riket svampar.   Inga underarter finns listade i Catalogue of Life.